# جنگ شهرها

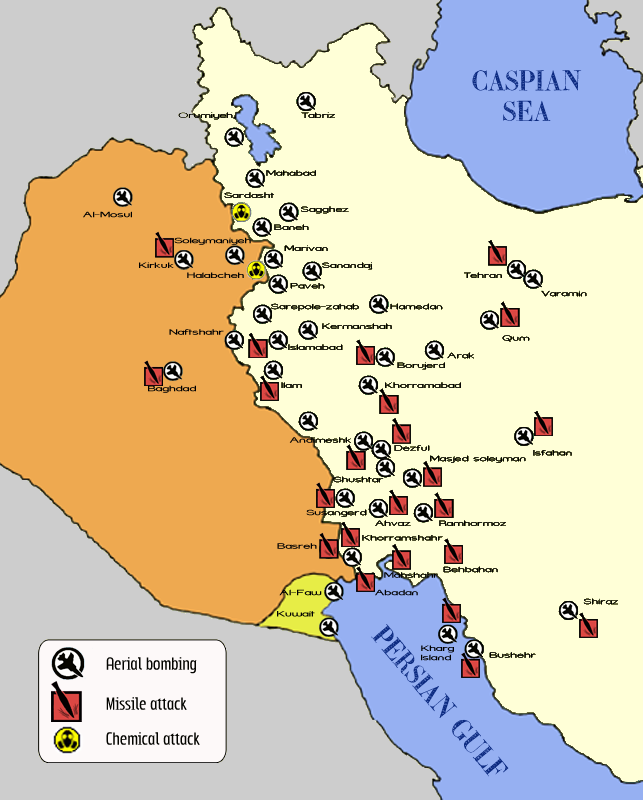

جنگ شهرها به پنج دوره از بمباران شدید مناطق شهری در جنگ ایران و عراق (۱۳۶۷–۱۳۵۹) گفته می‌شود. این حملات به وسیله هواپیماهای جنگنده-بمب‌افکن و موشک‌های بالستیک (و توپخانه در مورد شهرهای مرزی) انجام می‌شد و هدف از آن در هم شکستن روحیه مردمی در کشور مقابل بود. سازمان ملل بارها از طرفین درخواست کرد تا از حمله به شهروندان غیرنظامی اجتناب کنند.

## حملات هوایی

### دور اول تا چهارم
در مجموع پنج سری از جنگ شهرها اتفاق افتاد که اولین آن از ۷ تا ۲۲ فوریه ۱۹۸۴ (بهمن ۶۲) ادامه داشت. دومین سری آن در پاسخ به عملیات تهاجمی ایران در طی عملیات بدر بود که از ۲۲ مارس تا ۸ آوریل ۱۹۸۵ (فروردین ۶۴) ادامه داشت. در این دوره حملات هوایی اکثر شهرهای بزرگ مرکزی و نیمه غربی ایران از جمله دزفول، تهران، تبریز، شیراز، اصفهان، خرم‌آباد، بروجرد، ایلام ،همدان، مسجدسلیمان، زنجان، کرمانشاه و ارومیه مورد حمله قرار گرفتند. ده روز از این سری حملات بسیار شدید بود. سومین سری از جنگ شهرها پاسخ به عملیات ایران در منطقه سومار بنام عملیات کربلای ۶ از ۱۷ تا ۲۵ ژانویه ۱۹۸۷ (دی و بهمن ۶۵) انجام گرفت و به دنبال آن سری چهارم جنگ شهرها به مدت طولانی ۳ ماه از فوریه تا آوریل (بهمن ۶۵ تا اردیبهشت ۶۶) ادامه یافت.

### دور پنجم
در زمستان سال ۱۳۶۶ (فوریه ۱۹۸۸) هنگامی که عراق دست برتر را از لحاظ سیاسی و نظامی در جنگ پیدا کرده بود، صدام حسین دستور انجام پنجمین سری جنگ شهرها را صادر نمود. این سری جنگ شهرها شدیدترین و آخرین مرحله جنگ شهرها بود که تا اردیبهشت ۶۷ به طول انجامید. در زمان این حمله جمعیت قابل توجهی از مردم از شهرهای بزرگ خارج شدند، بطوریکه علاوه بر شهروندان عادی، کارمندان دولتی نیز شروع به ترک تهران به سمت روستاها و شهرهای کم جمعیت‌تر کردند. در آن هنگام عراقی‌ها پس از شش سال عملیات ایستای تدافعی با تجدید قوا مجدداً آغاز به عملیات تهاجمی در جبهه‌ها کرده‌بودند.
در این مرحله از جنگ شهرها، عراقی‌ها در طول قریب به ۵۰ روز به شلیک ۱۸۹ موشک اقدام کردند. بیشتر موشک‌های عراقی از نوع الحسین بود که موشک اسکاد-بی اصلاح و تولید شده در عراق بود. از این تعداد ۱۳۵ فروند در تهران، ۲۳ فروند در قم، ۲۲ فروند در اصفهان و تعدادی در تبریز و شیراز و کرج فرود آمد. این حملات بیش از ۲ هزار ایرانی را کشت و حدود یک‌چهارم جمعیت تهران، پایتخت ایران، را فراری داد. ایرانی‌ها در پاسخ به این موشک‌باران با شلیک ۷۵ تا ۷۷ موشک هواسونگ-۵ - مدل تولید کره‌شمالی اسکاد - به این حمله پاسخ دادند. بیشتر اهداف نیروهای نظامی ایران در شهر بغداد بودند.

## نتیجه
این عملیات‌ها به منظور شکستن روحیه مردمی در طرف مقابل جنگ انجام می‌شد. در مجموع غیر از سری پنجم جنگ شهرها که توسط نیروی هوایی ارتش عراق انجام شد در بقیه حملات هر دو طرف جنگ از دست یافتن به نتایج مورد نظر خود بازمی‌ماندند. در واقع این عملیات‌ توسط طرف ایرانی باعث تقویت روحیه در بین ایرانیان شد و صدام را مجبور به پایان دادن به تجاوز به ایران کرد.
چند عامل اصلی باعث عدم نتیجه‌گیری ارتش عراق از اکثر مراحل جنگ شهرها و دست کشیدن آنها از این نبرد تا سال ۱۹۸۸ می‌شد: با وجود برتری تعداد هواپیماهای عراقی به هواپیماهای ایرانی، هواپیماهای آمریکایی نیروی هوایی ایران توانایی حمل سلاح بیشتر و بمب‌های سنگینتری نسبت به هواپیماهای عراقی داشتند همچنین خلبانان ایرانی تبحر بیشتری در ضد حملات و نیز در هدف قرار دادن اهداف زمینی داشتند و توانایی تحمیل خسارت سنگین‌تری را به شهرهای عراق داشتند. موقعیت جغرافیایی عراق و نزدیک بودن شهرهای مهم و استراتژیک عراق همچون بصره و بغداد به نوار مرزی با ایران و دور بودن نسبی مناطق پر جمعیت ایران از مرز مشترک دو کشور این حملات را برای طرف ایرانی آسان‌تر می‌نمود. به عنوان مثال شهر بغداد پایتخت عراق تنها ۱۵۰ کیلومتر تا خاک ایران فاصله داشت و فانتوم‌های ایرانی می‌توانستند در کمتر از ده دقیقه پس از عبور از مرز دوکشور خود را به آسمان بغداد برسانند در مقابل تهران پایتخت ایران در فاصله ۶۰۰ کیلومتری از مرز عراق قرار داشت که فرصت کافی برای آمادگی سیستم دفاع‌هوایی ایران را در زمان حملات هوایی عراق فراهم می‌نمود. دیگر شهرهای بزرگ ایران نیز خارج از برد ۳۰۰ کیلومتری موشکهای اسکاد عراق قرار داشتند بطوریکه تا سال آخر جنگ اکثر حملات عراقی‌ها محدود به بمباران توسط بمب‌افکن می‌شد. در سال‌های انتهای جنگ عراق با انجام اصلاحاتی روی موشک اسکاد-بی توانست برد آن‌ها را افزایش داده و تهران را موشک‌باران کند. با وجود اصلاحات انجام‌شده به دلیل موانع طبیعی در شمالغرب ایران، بسیاری از شهرهای این مناطق نظیر تبریز تا انتهای جنگ از حملات موشکی عراقی‌ها مصون ماندند. در این سال‌ها ایران نیز با خرید موشک‌های مشابه از کشورهای لیبی و کره شمالی، به مقابله به مثل با عراق پرداخت. در واقع این عملیات‌ توسط طرف ایرانی باعث تقویت روحیه در بین ایرانیان شد و صدام را مجبور به پایان دادن به تجاوز به ایران کرد.